# Jaroslava Mikulecká
Jaroslava Mikulecká (* 12. dubna 1948 Bratislava) je česká matematička a vysokoškolská pedagožka, v letech 2002 až 2008 rektorka Univerzity Hradec Králové.
Po maturitě studovala na Fakultě matematiky, fyziky a informatiky Univerzity Komenského v Bratislavě, kde v roce 1971 získala titul doktorky přírodních věd v oboru matematická statistika. V roce 1982 se stala kandidátkou věd ve stejném oboru. V roce 1988 se habilitovala v oboru výpočetní technika. Do Česka přišla krátce po rozpadu Československa v roce 1993. S rodinou se usídlila v Hradci Králové, kde se na zdejší univerzitě nejprve stala proděkankou a poté děkankou Fakulty řízení a informační technologie. V letech 2002 až 2008 poté byla rektorkou hradecké univerzity. Jako docentka poté působila na Fakultě informatiky a managementu Univerzity Hradec Králové.
Má dvě děti.